# كريس همفريز
كريس همفريز ناثان(بالإنجليزية: Kris Humphries)(مواليد 6 فبراير 1985) هو لاعب كرة سلة وزوج كيم كردشيان سابقا.

## روابط خارجية
- كريس همفريز على موقع IMDb (الإنجليزية)
- كريس همفريز على موقع إن إن دي بي (الإنجليزية)
- كريس همفريز على موقع إن بي أي (الإنجليزية)
- كريس همفريز على موقع سبورتس رفرنس (الإنجليزية)
- كريس همفريز على موقع كرة السلة الأوروبية.كوم (الإنجليزية)
- كريس همفريز على موقع إي إس بي إن.كوم (الإنجليزية)
- كريس همفريز على موقع كلية كرة السلة في سبورتس رفرنس.كوم (الإنجليزية)
- كريس همفريز على موقع ريلجم (الإنجليزية)
- كريس همفريز على موقع بروبوليرز (الإنجليزية)